# Montrevel-en-Bresse
Pour les articles homonymes, voir Montrevel et Bresse (homonymie).
Montrevel-en-Bresse [mɔ̃(t)ʁəvɛl ɑ̃ bʁɛs] est une commune française, située dans le département de l'Ain en région Auvergne-Rhône-Alpes.
Les habitants de Montrevel en Bresse sont les Montrevellois.

## Géographie

### Localisation
Montrevel est située dans la région naturelle de la Bresse. Le bourg, situé dans la vallée de la Reyssouze, se situe à vingt-trois kilomètres à l'est de Mâcon et à seize kilomètres au nord-ouest de Bourg-en-Bresse.

### Communes limitrophes

Localisation de Montrevel dans l'Ain et le canton d'Attignat.

### Géologie
Le sol argileux et calcaire peu accidenté s'explique par sa localisation dans le fossé de la Bresse qui résulte d'un effondrement du rift ouest-européen au Cénozoïque, événement ayant permis la création d'un lac peu profond qui se déversait au sud en direction de la mer Méditerranée.

### Hydrographie

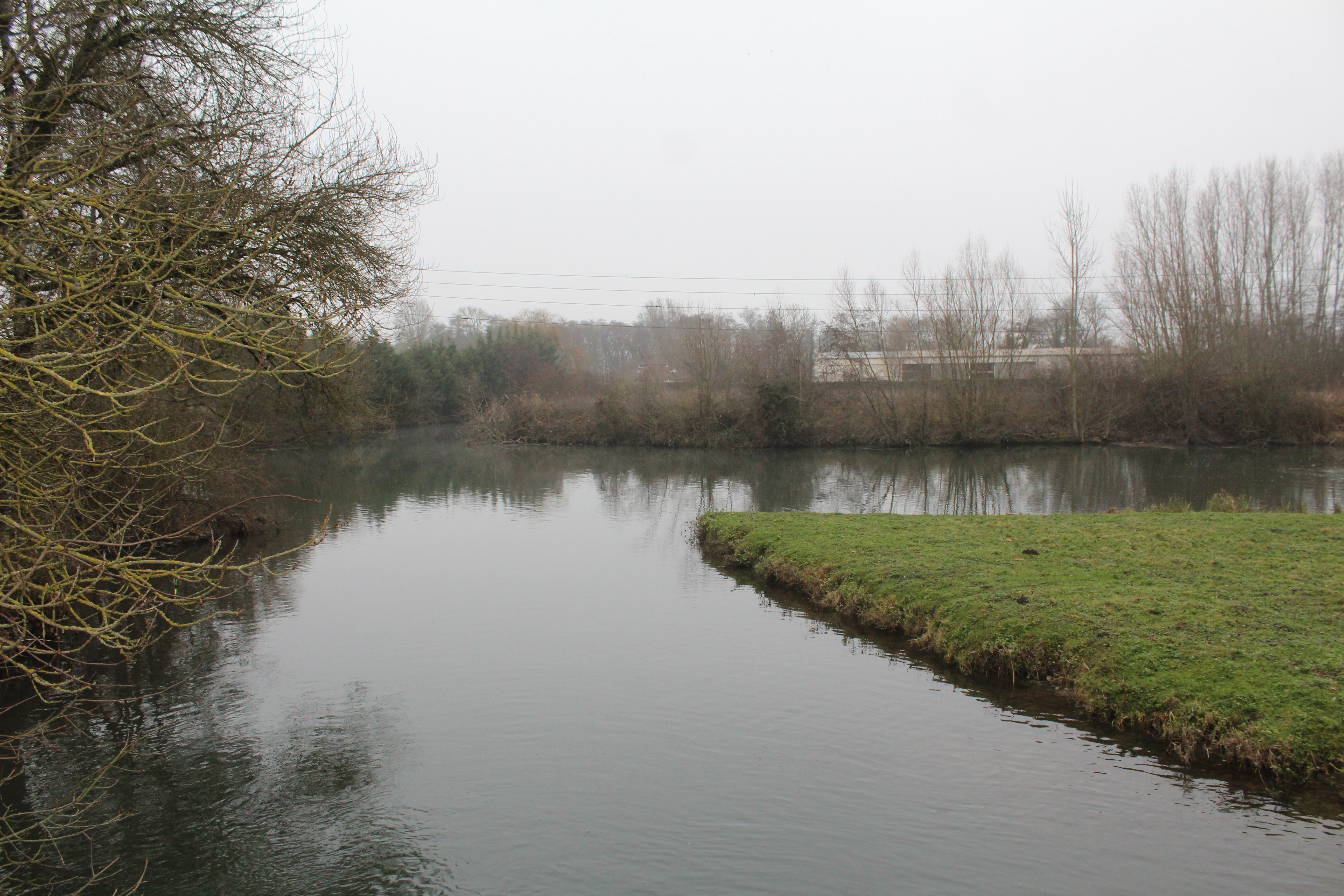
La Reyssouze.

La commune est traversée par divers cours d'eau dont la Reyssouze, rivière la plus importante. Toutefois, elle n'entre pas dans le territoire puisqu'elle forme la frontière nord-est de Montrevel qu'elle partage avec Malafretaz.
Venant de Saint-Martin-le-Châtel par le sud là où il prend sa source, le Reyssouzet passe dans l'est du territoire puis stagne à la frontière avec Saint-Didier-d'Aussiat puis Marsonnas avant de continuer à Jayat. Il se jette dans la Reyssouze à Saint-Julien-sur-Reyssouze.
Ensuite, le bief de l'Abras prend sa source dans le hameau de Vigneret avant de se jeter dans le Reyssouzet à la frontière avec Marsonnas non loin de la route départementale 28. Enfin, ce cours d'eau a un affluent qu'est le ruisseau de Cuet. Ce ruisseau prend sa source dans la même commune que le Reyssouzet et la confluence entre les deux cours d'eau se trouve près de Cuet le long de la route D67.

### Climat
Pour des articles plus généraux, voir Climat d'Auvergne-Rhône-Alpes et Climat de l'Ain.
En 2010, le climat de la commune est de type climat océanique dégradé des plaines du Centre et du Nord, selon une étude du CNRS s'appuyant sur une série de données couvrant la période 1971-2000. En 2020, Météo-France publie une typologie des climats de la France métropolitaine dans laquelle la commune est exposée à un climat semi-continental et est dans la région climatique Bourgogne, vallée de la Saône, caractérisée par un bon ensoleillement (1 900 h/an), un été chaud (18,5 °C), un air sec au printemps et en été et des vents faibles.
Pour la période 1971-2000, la température annuelle moyenne est de 11,6 °C, avec une amplitude thermique annuelle de 18 °C. Le cumul annuel moyen de précipitations est de 992 mm, avec 10,9 jours de précipitations en janvier et 8 jours en juillet. Pour la période 1991-2020, la température moyenne annuelle observée sur la station météorologique de Météo-France la plus proche, « Varennes-st-sa », sur la commune de Varennes-Saint-Sauveur à 18 km à vol d'oiseau, est de 12,1 °C et le cumul annuel moyen de précipitations est de 1 043,2 mm,. Pour l'avenir, les paramètres climatiques de la commune estimés pour 2050 selon différents scénarios d'émission de gaz à effet de serre sont consultables sur un site dédié publié par Météo-France en novembre 2022.

### Voies de communication et transports

Axes de communication de la commune.

#### Transport routier

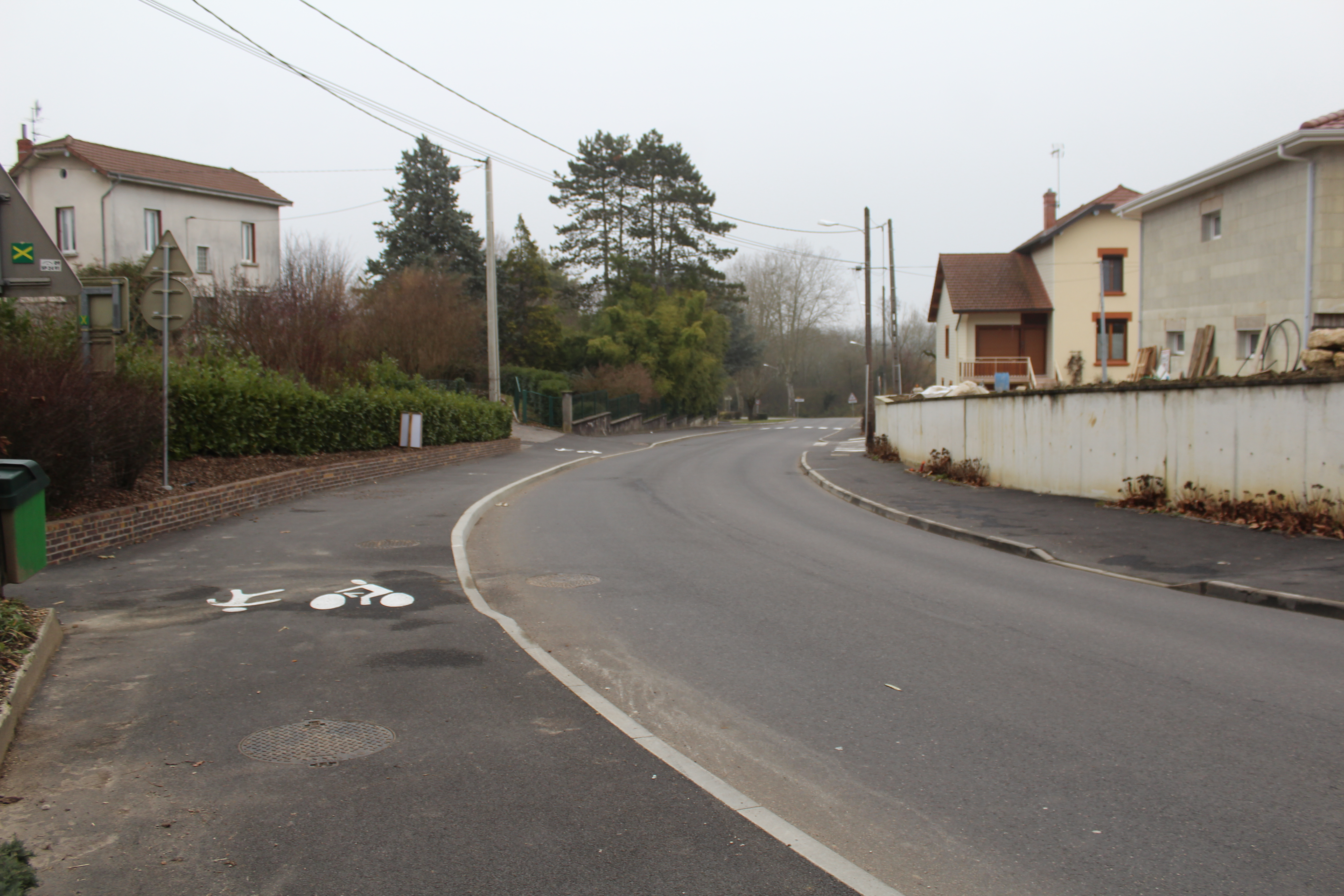
La route D 28 en direction de Marboz.

Montrevel-en-Bresse est située au carrefour de deux voies. La première est la route départementale 975, voie reliant de  Tournus à Bourg-en-Bresse et correspondant à l'ancienne route nationale 75 avant que ce tronçon ne soit déclassé en 1973. Elle permet de rejoindre Saint-Trivier-de-Courtes et Jayat par le nord ainsi que Malafretaz et Attignat par le sud.
L'autre axe de communication est actuelle la route départementale 28 qui relie les communes de Marboz et de Crottet vers la gare de Pont-de-Veyle. Passant notamment par Bâgé-le-Châtel, cette route permet aux automobilistes de se diriger vers les communes voisines de Marsonnas et d'Étrez.
Autre voie importante au niveau local, la route D 67 démarre au carrefour avec la D 28. En continuant sa route dans le sud, l'axe traverse le hameau de Cuet puis se dirige vers Curtafond et Saint-Martin-le-Châtel. La voie se prolonge au sud-ouest jusqu'au bourg de Saint-Georges-sur-Renon.
La commune n'est traversée par aucune autoroute mais deux sont situées à proximité. La plus proche est l'autoroute A40 qui relie Mâcon à Genève et passe à Curtafond, Polliat et Attignat. Cet axe en rencontre un autre à hauteur de Viriat, commune au nord de Bourg-en-Bresse. Cette voie en question est l'autoroute A39 et relie la préfecture de l'Ain et Dijon tout en desservant Dole et Lons-le-Saunier.

#### Voies ferroviaires

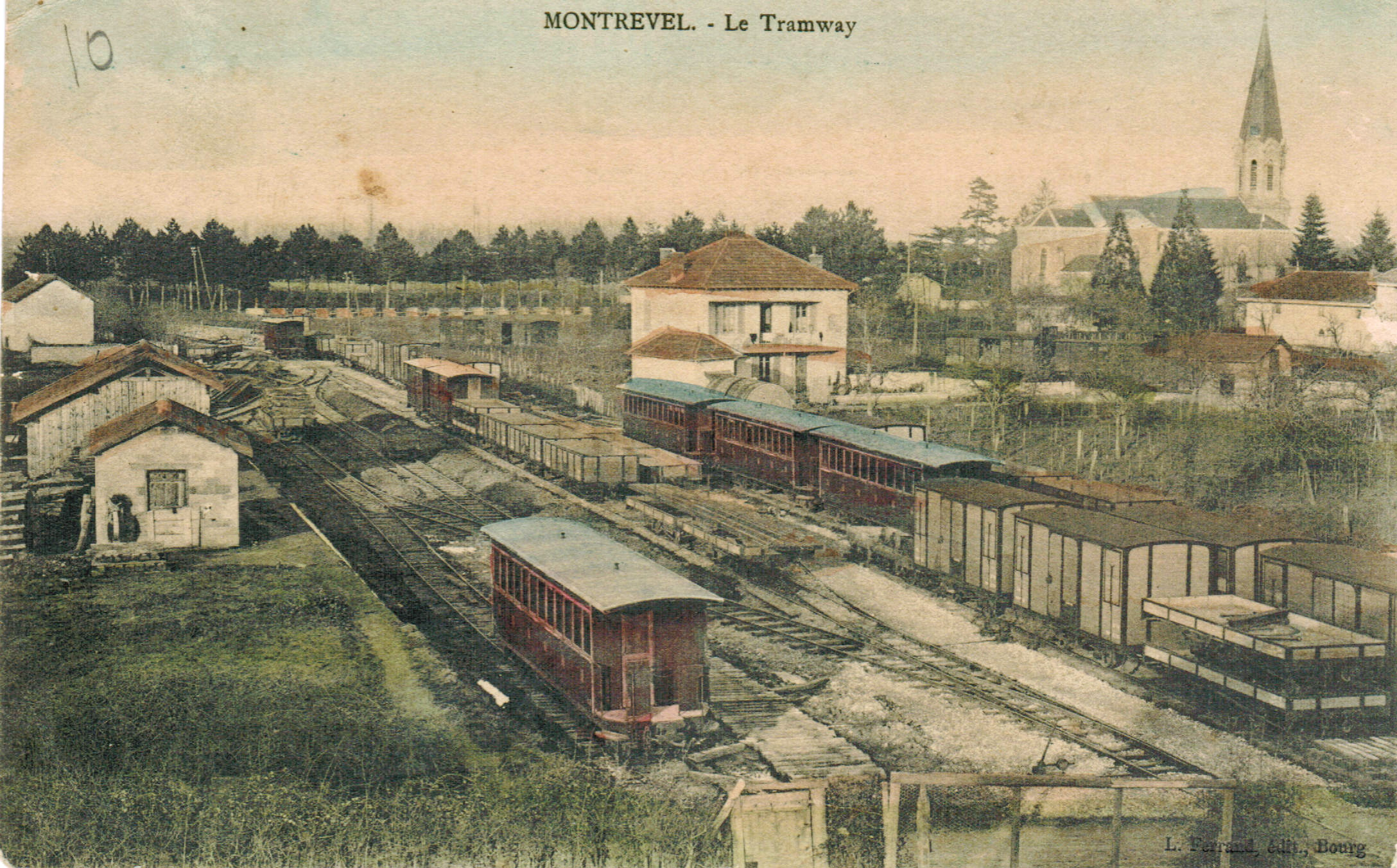
Gare du tramway.

Au début du XXe siècle, deux infrastructures ferroviaires sont installées à Montrevel dont la ligne de Chalon-sur-Saône à Bourg-en-Bresse. Elle a été ouverte par la Compagnie des Dombes et du Sud-Est, société rachetée par la PLM, elle-même intégrée dans la SNCF. Cette voie a été ouverte en deux temps, le tronçon entre Bourg-en-Bresse et Saint-Germain-du-Plain étant inauguré le 19 janvier 1878. D'une longueur de 77,804 km, la ligne commence à être exploitée par la SNCF en 1938 qui supprime l'année suivante le transport des voyageurs. Le transport des marchandises continuera d'exister entre Bourg et Ouroux jusqu'en 1951 avant de disparaître totalement sur la ligne en 1956.
L'autre voie est la ligne de chemin de fer secondaire à voie métrique des Tramways de l'Ain reliant Bourg-en-Bresse à La Madeleine qui assura un service de transport entre 1914 et 1922. Cette année-là, la voie reliant La Madeleine à Saint-Laurent est annexée par la voie, ce qui fait que la ligne relie désormais Bourg à Saint-Laurent-lès-Mâcon. À la suite de l'essor de l'automobile et des problèmes qui s'accumulent, le transport des marchandises et des voyageurs s'arrête en 1936.

#### Transports en commun

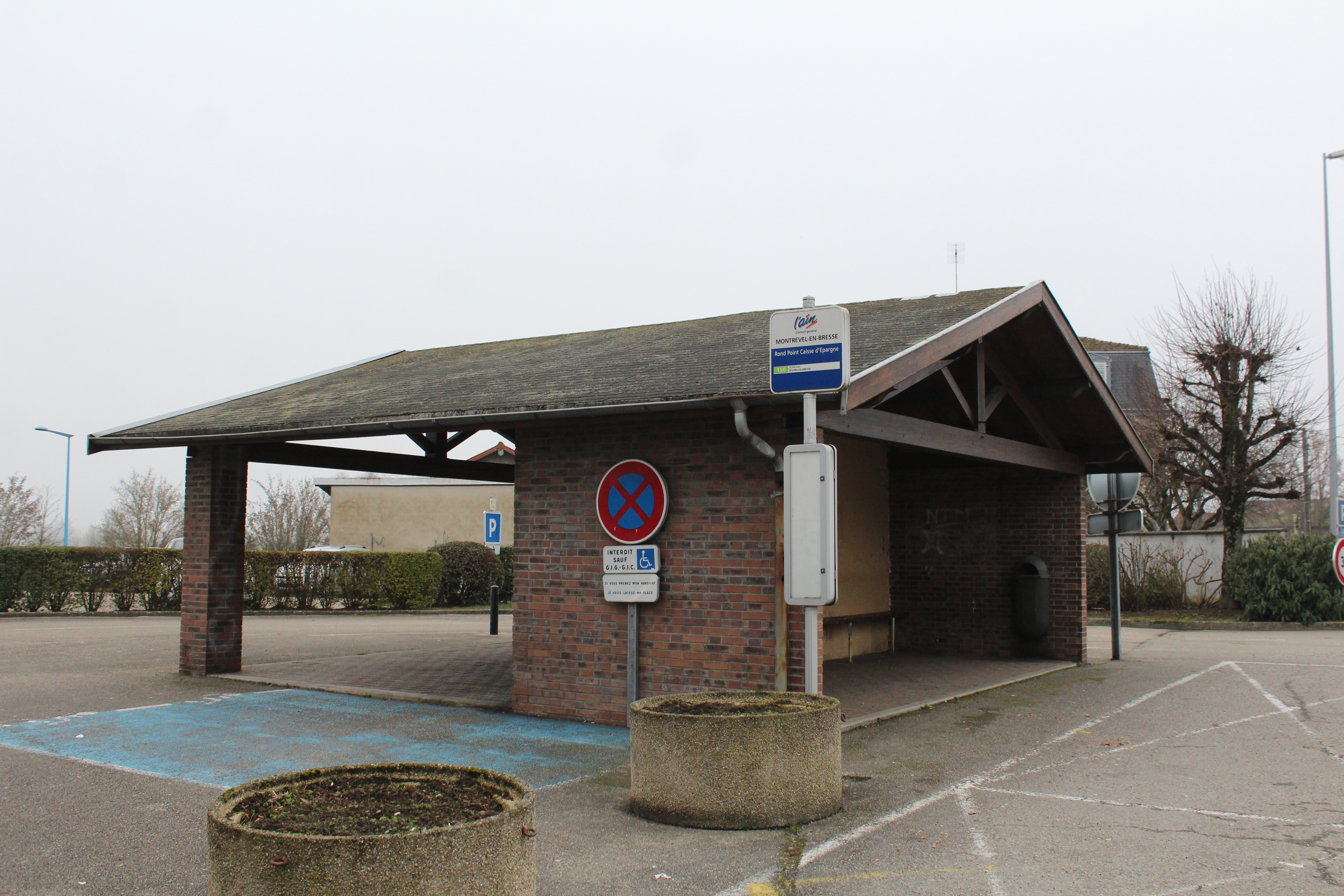
Arrêt de bus Rond-point.

Afin d'assurer des liaisons entre la ville-préfecture et Montrevel, le conseil départemental a mis en place une ligne de car reliant Bourg-en-Bresse à Romenay, commune de Saône-et-Loire. Cette ligne, la ligne 150, fait partie du réseau interurbain de l'Ain. Le village étant important au niveau local, on dénombre quatre arrêts desservant la commune. Parmi eux, on peut citer les arrêts Rond-point, Intermarché, Base Nautique et Collège.
Modes doux
Afin d'encourager les transports par modes doux, des travaux de création d'une voie verte, nommée la Traverse ont débuté fin 2017. Les travaux ont été terminés dans le courant de l'année 2020. Cette voie relie Jayat à Bourg-en-Bresse. Elle fait 25 km de long.

## Urbanisme

### Typologie
Au 1er janvier 2024, Montrevel-en-Bresse est catégorisée bourg rural, selon la nouvelle grille communale de densité à 7 niveaux définie par l'Insee en 2022.
Elle appartient à l'unité urbaine de Montrevel-en-Bresse, une agglomération intra-départementale dont elle est ville-centre,. Par ailleurs la commune fait partie de l'aire d'attraction de Bourg-en-Bresse, dont elle est une commune de la couronne,. Cette aire, qui regroupe 80 communes, est catégorisée dans les aires de 50 000 à moins de 200 000 habitants,.

### Occupation des sols
L'occupation des sols de la commune, telle qu'elle ressort de la base de données européenne d’occupation biophysique des sols Corine Land Cover (CLC), est marquée par l'importance des territoires agricoles (76,7 % en 2018), en diminution par rapport à 1990 (79,4 %). La répartition détaillée en 2018 est la suivante : 
prairies (32 %), zones agricoles hétérogènes (23,3 %), terres arables (21,4 %), zones urbanisées (17,1 %), forêts (6,2 %).
L'évolution de l’occupation des sols de la commune et de ses infrastructures peut être observée sur les différentes représentations cartographiques du territoire : la carte de Cassini (XVIIIe siècle), la carte d'état-major (1820-1866) et les cartes ou photos aériennes de l'IGN pour la période actuelle (1950 à aujourd'hui).

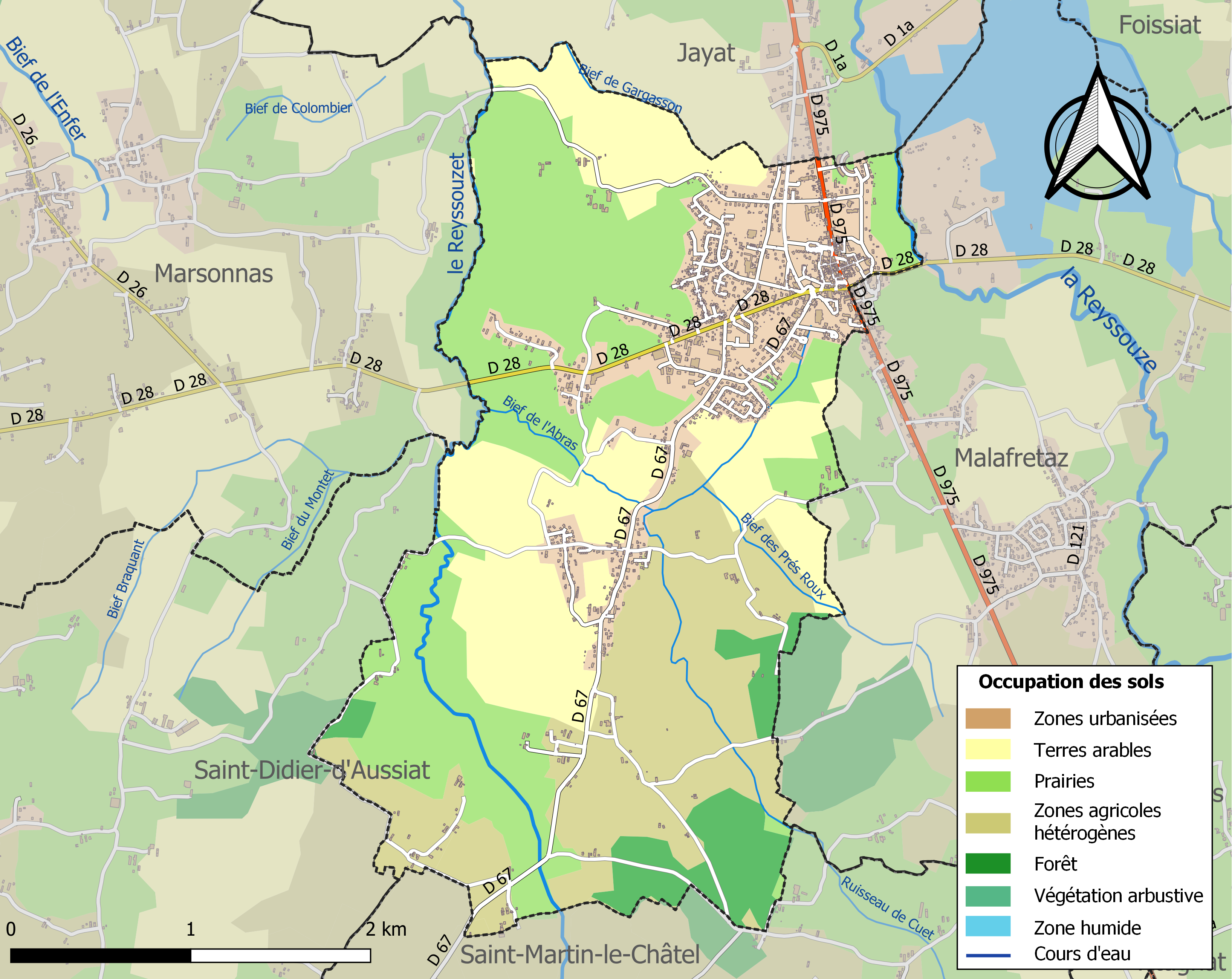
Carte des infrastructures et de l'occupation des sols de la commune en 2018 (CLC).

### Risques naturels

#### Risques sismiques
La totalité du territoire de la commune de Montrevel-en-Bresse est situé en zone de sismicité no 2 sur une échelle de 1 à 5, comme la plupart des communes de son secteur géographique.
| Type de zone | Niveau           | Définitions (bâtiment à risque normal) |
| ------------ | ---------------- | -------------------------------------- |
| Zone 2       | Sismicité faible | accélération = 0,84 m/s2               |

## Toponymie

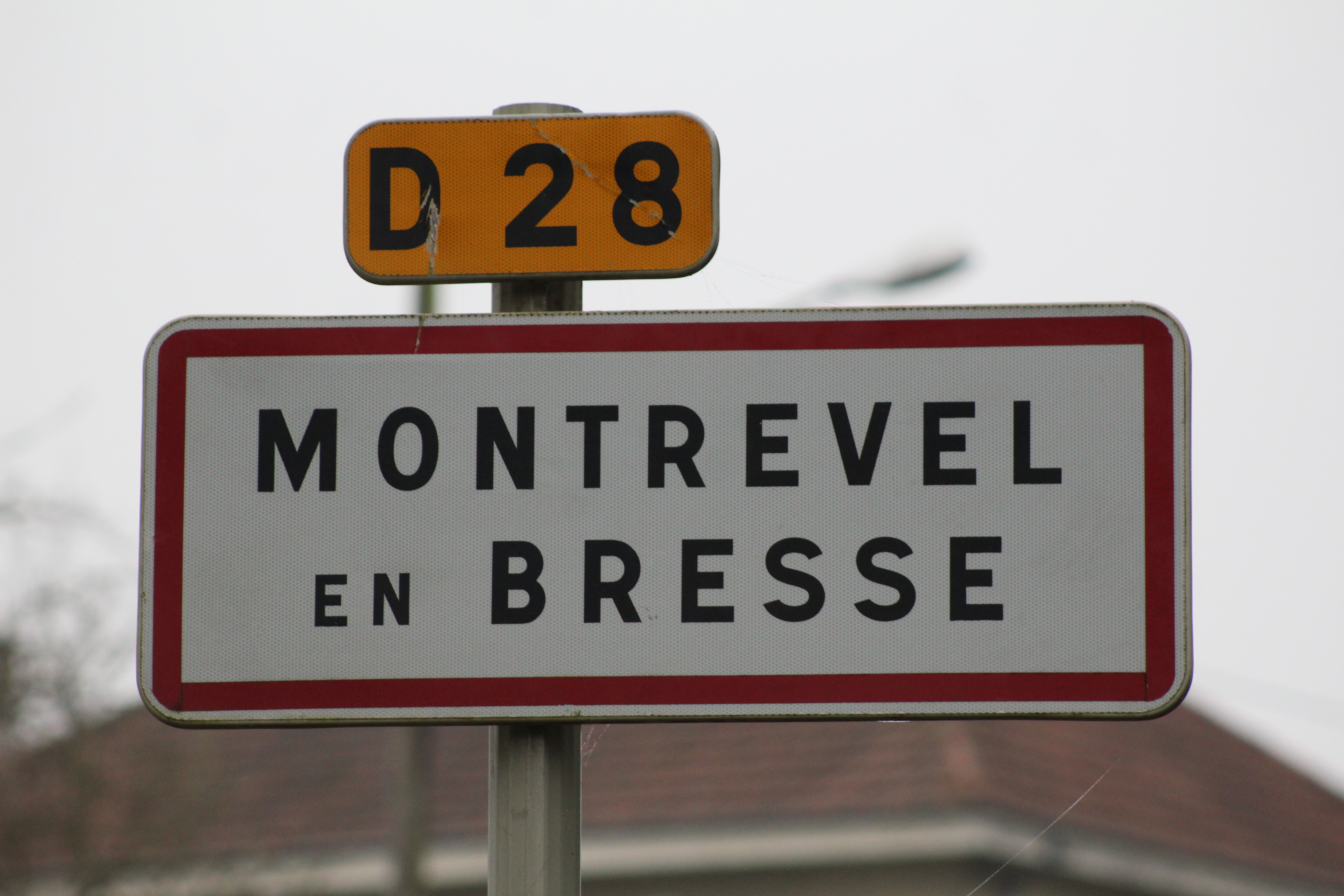
Panneau d'entrée du village.

### Origine du nom
Montrevel-en-Bresse est composé de deux parties dont la première est la plus ancienne. Montrevel signifie « mont aux fortifications résistantes, difficile à soumettre » qui est composé de mons et de l'équivalent franco-provençal de l'oïl revel ou rivel signifiant « résistance, orgueil, rébellion ».
Le complément en-Bresse ne fut ajouté que le 29 janvier 1955 afin de pouvoir affirmer son appartenance à la région naturelle, mais aussi pour éviter la confusion avec d'autres communes portant le nom de Montrevel.
En arpitan bressan, Montrevel se dit Mourvé.

### Anciens noms
La première référence au village date du XIIe siècle, plus précisément en 1198, sous le nom de Montrivel d'après un ouvrage dédié à la Dombes écrit par Marie-Claude Guigue. Plus tard, les archives de l'Ain nous rapportent qu'autour de 1414, Villa Montisrevelli était utilisé pour se référer au bourg.
Dans les cartes de Cassini du XVIIIe siècle, Mont-Revel est mentionné. Cependant, à la Révolution française, la commune change de nom afin d'ôter toute référence à l'Ancien Régime. Montrevel devient alors Mont-Uni. Puis, au début du XIXe siècle, le nom initial revient à l'usage jusqu'en 1955, année où le nom de Montrevel-en-Bresse est adopté.

## Histoire

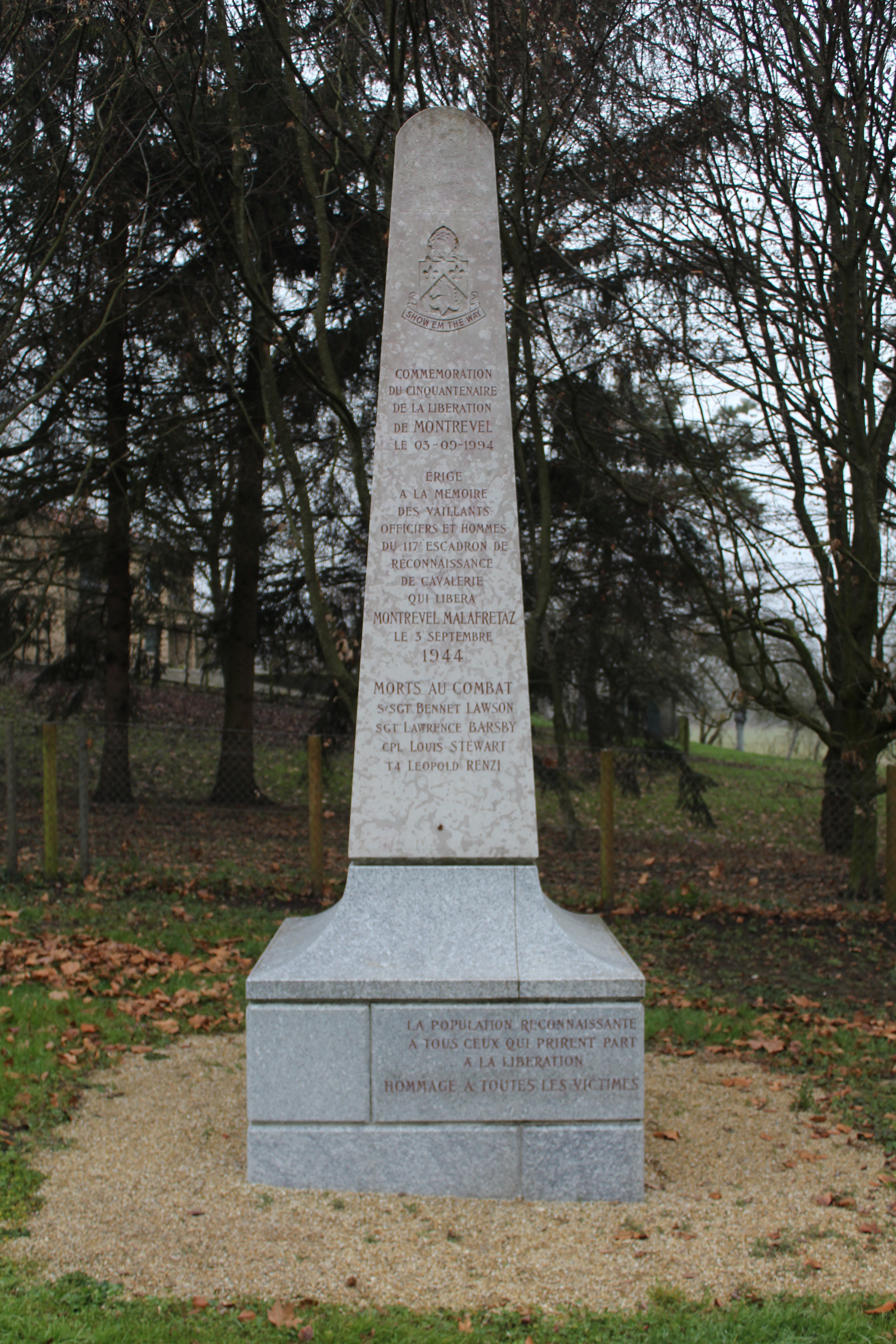
Monument commémorant la libération du village.

En 1250, Montrevel était possédé par les seigneurs de Châtillon-les-Dombes, sous la suzeraineté des sires de Bâgé. La place de Montrevel est une possession du comte de Savoie Amédée V. Elle passe à l'issue de la paix signée en l'église de Villard-Benoît, le 10 juin 1314, au dauphin Jean II de Viennois. Soixante-dix ans plus tard, vers 1320, Alix de Châtillon porta en dot à Galois de La Baume cette terre. Le petit-fils de ce dernier la fit ériger en baronnie, puis en comté en 1427 par le Amédée VIII, premier duc de Savoie.
En 1601, après la fin de la guerre franco-savoyarde qui se termine par le Traité de Lyon signé le 17 janvier, Montrevel, qui faisait partie des États de Savoie, appartient désormais à la France avec l'acquisition de celle-ci de la Bresse, du Bugey, du Valromey et du pays de Gex. Elle est par la suite intégrée à la province de Bourgogne.
Sous l'Ancien Régime, ce fief appartint à la puissante maison de La Baume dont Florent-Alexandre-Melchior de La Baume (né à Mâcon en 1736 et guillotiné à Paris en 1794), quatorzième et dernier comte de Montrevel (et par ailleurs marquis de Saint-Martin-le-Châtel, comte du Saint-Empire et baron de Lugny), fut l'ultime représentant.
Il faudra attendre le décret du 28 août 1808 pour que Montrevel soit érigée en paroisse.
Lors de la Seconde Guerre mondiale, le village est le théâtre d'une bataille entre les troupes Américaines du 117th Cavalry et Allemandes de la 11 Panzer Division. Le village est libéré le 3 septembre 1944 par l'armée américaine.

## Politique et administration

### Rattachements administratifs et électoraux

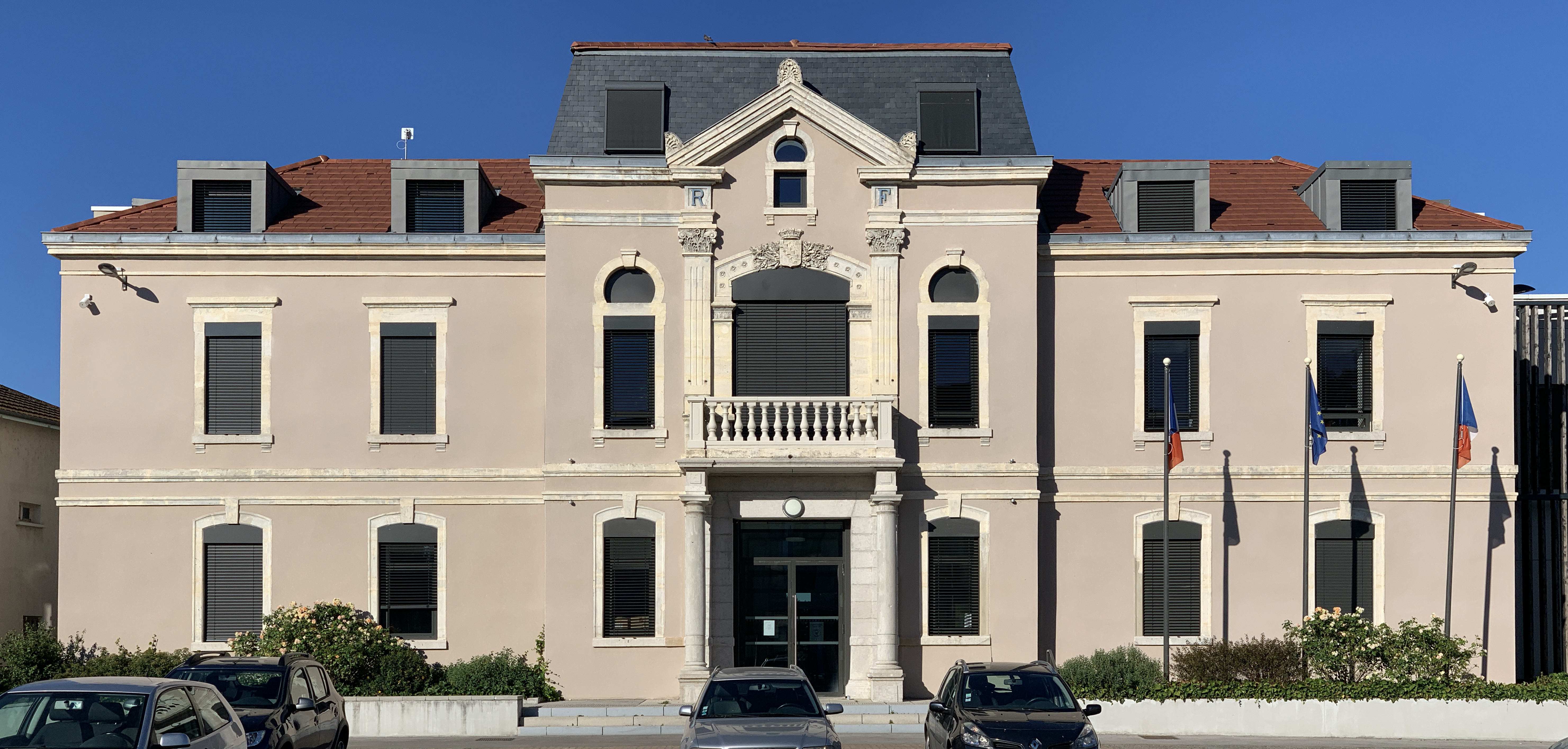
Mairie de la commune.

Lors de la création des départements par la Révolution française, Montrevel est intégré au département de l'Ain et à son arrondissement de Bourg-en-Bresse. Depuis au moins 1988, la commune fait partie pour l'élection des députés de la première circonscription de l'Ain.
Entre 1790 et 1795, elle devient une municipalité du Canton de Montrevel-en-Bresse qui appartenait au district de Bourg. Elle absorbe en 1794 la commune de Cuet.
La commune constituait depuis 1793 le chef-lieu du canton homonyme. Dans le cadre du redécoupage cantonal de 2014 en France, la commune est intégrée au canton d'Attignat à partir de 2015.

### Intercommunalité
Le 10 novembre 1965, à l'initiative du docteur Louis Jannel,, maire de Montrevel, le district de Montrevel est créé et a son siège dans la commune.
En 2002, ce district est transformé en communauté de communes de Montrevel-en-Bresse.
Dans le cadre des dispositions de la loi portant nouvelle organisation territoriale de la République du 7 août 2015, qui prévoit que les établissements publics de coopération intercommunale (EPCI) à fiscalité propre doivent avoir un minimum de 15 000 habitants, le préfet de l'Ain publie le 23 mars 2016 un schéma départemental de coopération intercommunale (SDCI) qui prescrit notamment la « fusion de Bourg-en-Bresse Agglomération et des communautés de communes Bresse-Dombes-Sud Revermont, La Vallière, Treffort-en-Revermont, Montrevel-en-Bresse, du canton de SaintTrivier-de-Courtes et du canton de Coligny ».
Cette fusion intervient le 1er janvier 2017 par la création de la communauté d'agglomération du Bassin de Bourg-en-Bresse (CA3B), dont la commune fait désormais partie.

### Liste des maires
| Période                                  | Période   | Identité          | Étiquette | Qualité |
| ---------------------------------------- | --------- | ----------------- | --------- | --- |
| Les données manquantes sont à compléter. |           |                   |           | |
| maire en 1835                            | ?         | M. Huchet         |           | Notaire, conseiller d'arrondissement |
| 1864                                     | 1886      | Honoré Bozonet    |           | Médecin Conseiller général de Montrevel-en-Bresse (1876 → 1886) Décédé en fonction |
| 1892                                     | 1925      | Paul Bozonet,     |           | Médecin, fils du précédent Député de l'Ain (1903 → 1914) Conseiller général de Montrevel-en-Bresse (1886 → 1922 |
| Les données manquantes sont à compléter. |           |                   |           | |
| 1964                                     | juin 1995 | Louis Jannel      | MRG       | Conseiller général de Montrevel-en-Bresse (1964 → 1995) Conseiller régional de Rhône-Alpes (1986 → 1992), Député suppléant de Louis Robin (1981-1986)                                                                                              |
| juin 1995                                | 2020      | Jean-Pierre Roche | DVG       | Conseiller général de Montrevel-en-Bresse (2008 → 2015) Vice-président du Conseil général (2008 → 2015) Président de la communauté de communes de Montrevel-en-Bresse (2008 → 2016) Vice-président de la CA du Bassin de Bourg-en-Bresse (2017 → ) |
| 2020                                     | En cours  | Jean-Yves Brevet  |           | |

## Population et société

### Démographie
L'évolution du nombre d'habitants est connue à travers les recensements de la population effectués dans la commune depuis 1793. Pour les communes de moins de 10 000 habitants, une enquête de recensement portant sur toute la population est réalisée tous les cinq ans, les populations de référence des années intermédiaires étant quant à elles estimées par interpolation ou extrapolation. Pour la commune, le premier recensement exhaustif entrant dans le cadre du nouveau dispositif a été réalisé en 2008.
En 2022, la commune comptait 2 661 habitants, en évolution de +8,04 % par rapport à 2016 (Ain : +5,15 %, France hors Mayotte : +2,11 %).
| 1793  | 1800  | 1806  | 1821  | 1831  | 1836  | 1841  | 1846  | 1851  |
| ----- | ----- | ----- | ----- | ----- | ----- | ----- | ----- | ----- |
| 1 236 | 1 242 | 1 118 | 1 220 | 1 408 | 1 390 | 1 401 | 1 491 | 1 464 |

| 1856  | 1861  | 1866  | 1872  | 1876  | 1881  | 1886  | 1891  | 1896  |
| ----- | ----- | ----- | ----- | ----- | ----- | ----- | ----- | ----- |
| 1 466 | 1 485 | 1 496 | 1 475 | 1 515 | 1 545 | 1 517 | 1 465 | 1 483 |

| 1901  | 1906  | 1911  | 1921  | 1926  | 1931  | 1936  | 1946  | 1954  |
| ----- | ----- | ----- | ----- | ----- | ----- | ----- | ----- | ----- |
| 1 483 | 1 435 | 1 468 | 1 340 | 1 363 | 1 340 | 1 391 | 1 300 | 1 343 |

| 1962  | 1968  | 1975  | 1982  | 1990  | 1999  | 2006  | 2008  | 2013  |
| ----- | ----- | ----- | ----- | ----- | ----- | ----- | ----- | ----- |
| 1 388 | 1 495 | 1 653 | 2 000 | 1 973 | 1 994 | 2 271 | 2 351 | 2 441 |

| 2018  | 2022  | - | - | - | - | - | - | - |
| ----- | ----- | - | - | - | - | - | - | - |
| 2 515 | 2 661 | - | - | - | - | - | - | - |

### Enseignement

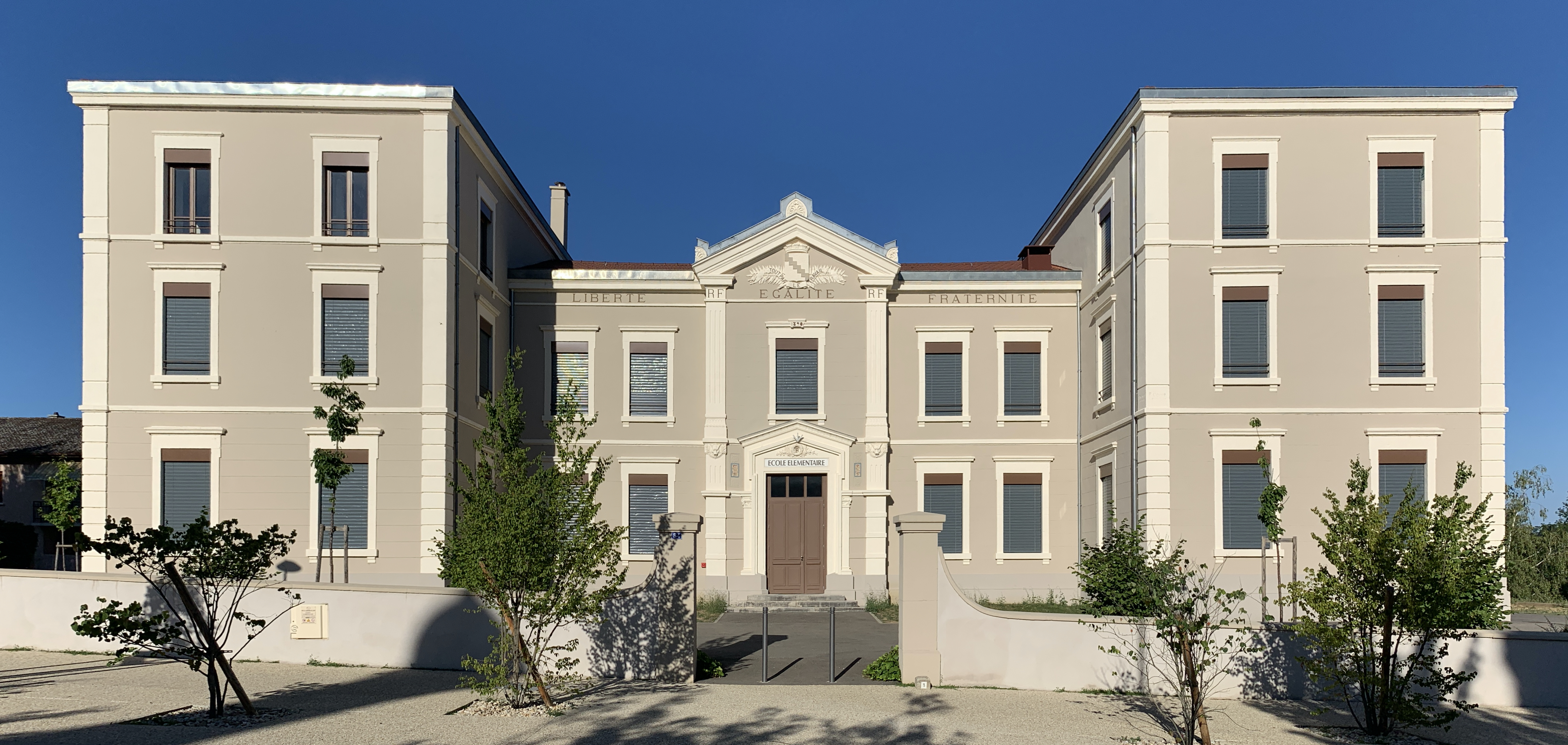
École élémentaire.

Du fait de son importance au niveau local, Montrevel-en-Bresse possède plusieurs établissements scolaires. En premier lieu, l'école maternelle accueille les enfants de la commune entre la petite section et la grande section. Par la suite, ces élèves rejoignent l'école élémentaire qui se situe dans la même rue.
Après la fin de la formation de ces jeunes étudiants dans le cycle primaire, ces derniers rejoignent le collège de L'Huppe qui regroupent les jeunes adolescents de l'ancien canton de Montrevel excepté ceux d'Attignat qui sont dirigés au collège Victoire-Daubié à Bourg-en-Bresse. À la suite de leur passage en classe de 3e, tous ces jeunes sont redirigés vers les lycées de Bourg-en-Bresse.

### Manifestations culturelles et festivités

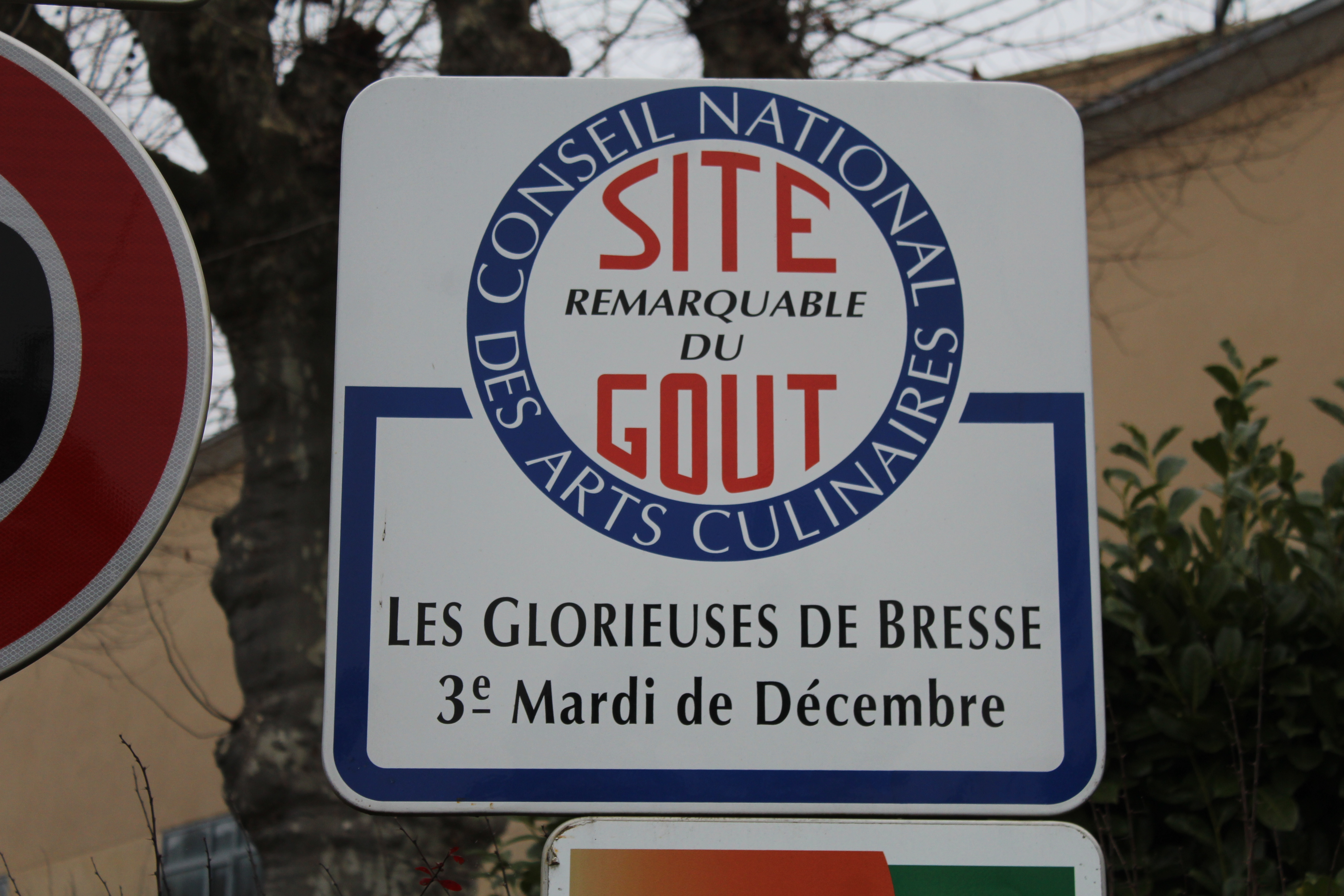
Panneau du site du Goût.

Tous les mardis matin, sur les places Charles de Gaulle et de la Grenette, le marché accueille les vendeurs de produits alimentaires, de vêtements et de fleurs. Exceptionnellement chaque année en été, les marchés des Saveurs Nocturnes sont organisés en été depuis 2001.
Avec Pont-de-Vaux, Bourg-en-Bresse et Louhans, Montrevel-en-Bresse accueille le concours des Glorieuses de Bresse qui distingue et classe qualitativement les volailles de Bresse des producteurs depuis 1862. Les quatre concours se déroulent en décembre, en particulier celui de Montrevel se déroule le troisième mardi du mois.
Occasionnellement, à la ferme du Sougey, des spectacles ont lieu dans ce monument historique comme en 2008, en 2010, en 2013 ou en 2016.
Au lieu-dit les Curtils, la Clé des Chants, ouverte en novembre 1972, était l'une des boîtes de nuit les plus importantes de France. De nombreux événements y étaient organisés dont des showcases de la scène électronique et urbaine. Elle a fermé ses portes le 28 juillet 2019.

### Sports et loisirs

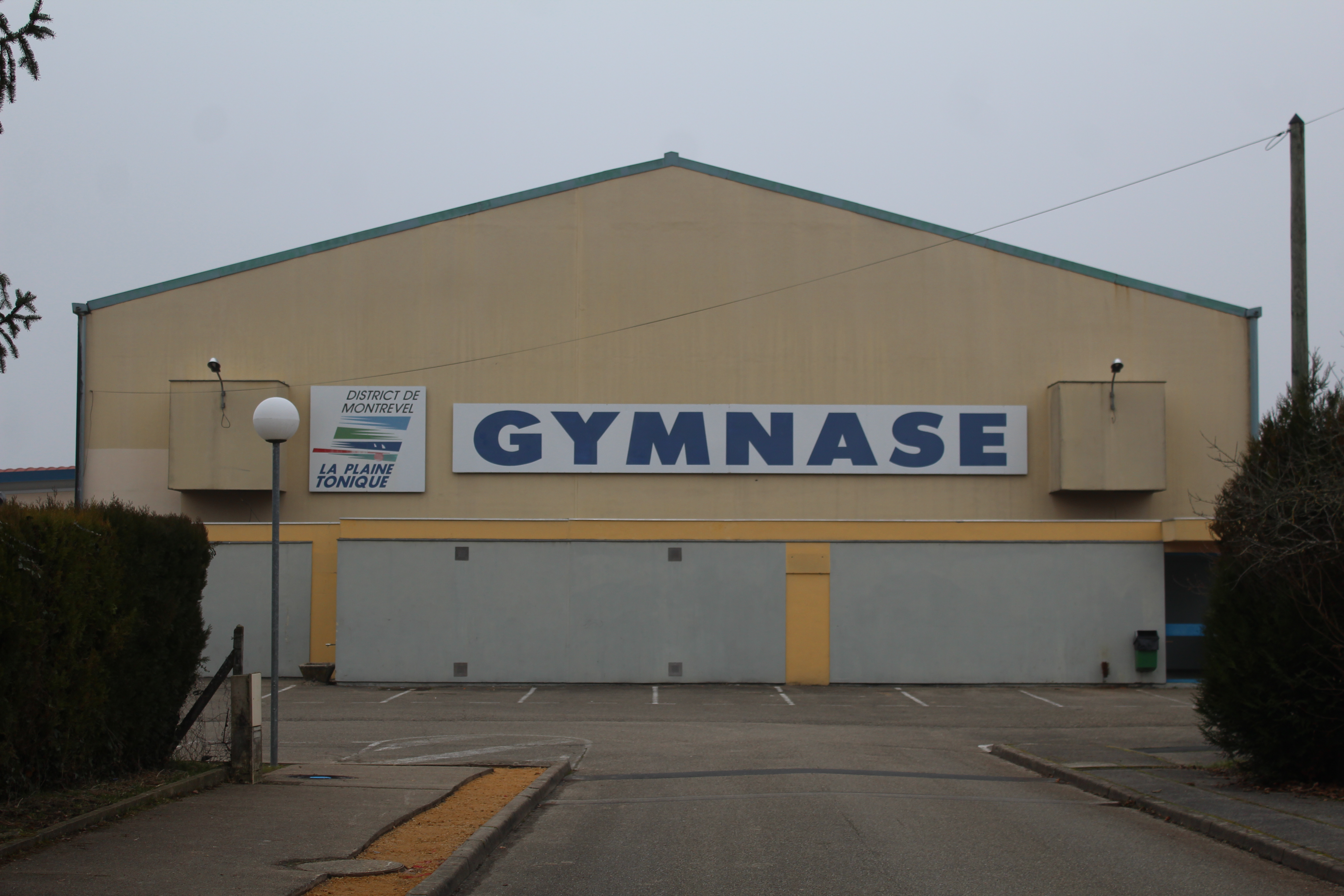
Gymnase intercommunal.

Pour pratiquer une activité sportive ou se divertir différentes infrastructures et associations sportives et de loisir ont été mises en place.

#### Infrastructures
Autour du collège de l'Huppe, différentes installations offrent aux collégiens la possibilité de pratiquer du sport, notamment grâce au gymnase de l'ancienne intercommunalité ainsi qu'une piste d'athlétisme. De l'autre côté de la rue se trouve un terrain de football stabilisé.
Du fait de la localisation du bourg à l'extrême nord-est de la commune, des installations sportives se sont installées en périphérie dans les communes voisines comme Malafretaz. C'est dans cette dernière qu'est localisée la base de loisirs de la Plaine Tonique qui regroupe un lac et un centre aquatique où on peut se baigner, quatre courts de tennis ainsi que d'autres installations.
En face de la base, de l'autre côté de la route départementale 28, le stade du Moulin Neuf possède deux terrains de football, deux courts de tennis et trois terrains de rugby dont un pour les matchs de rugby à VII.

#### Clubs
Le Rugby Club du Canton de Montrevel, créé en 1975, est une association sportive dont l'équipe honneur évoluait en Fédérale 3 durant les années 2000. Il est le club principal de la commune et rencontre ses adversaires à domicile au stade du Moulin Neuf.
Le handball est aussi représenté dans le canton avec le Bresse Handball. Fondé en 2009, le club est composé d'équipes féminines et masculines dans les catégories jeunes. Il n'y a pas d'équipe séniors mais les adultes peuvent pratiquer ce sport en loisir en équipe mixte. De plus, il est possible de faire du volley-ball dans la commune grâce au Montrevel Volley.
Pour continuer avec les sports collectifs, l'Association sportive montrevelloise est un club de football où évoluent des joueurs des catégories U7, U9, U11, seniors et vétérans. Pour les jeunes de la commune ayant l'âge pour évoluer dans les catégories allant de U13 à U19, ils peuvent rejoindre le Bresse Tonic Foot qui est un club réunissant les joueurs de ces catégories de l'AS Montrevel, de l'Union sportive Marsonnas-Jayat-Béreyziat, de l'Association sportive d'Attignat, de l'Étoile sportive Foissiat-Étrez et du Football club Curtafond - Confrançon - Saint-Martin-le-Châtel - Saint-Didier-d'Aussiat.
Du côté des sports dits individuels, le nombre d'associations est plus importante car on peut citer le Village athlétique bressan qui est un club d'athlétisme fondé le 23 avril 1982, mais le comité cycliste, l'Union bouliste, la Gymnastique volontaire. En outre, parmi les sports individuels, il y a les arts martiaux qui peuvent être pratiqués grâce à l'Aïkido traditionnel et le club d'arts martiaux. Enfin, Planète Tennis est une association de tennis créée en 1987 à Saint-Didier-d'Aussiat qui s'unit avec le club de la commune en 2000 et de celui de Confrançon en 2011.

### Médias

#### Presse écrite
Le Progrès est un journal régional diffusant dans les départements de l'Ain, du Jura, du Rhône, de la Loire et de la Haute-Loire. Chaque vendredi est publié le journal local hebdomadaire Voix de l'Ain.

#### Télévision
Dans le domaine télévisuel, la chaîne France 3 émet un décrochage local dans la commune par le biais de France 3 Rhône Alpes. Enfin, Radio Scoop est une radio musicale d'Auvergne-Rhône-Alpes qui possède une station à Bourg-en-Bresse diffusant dans l'Ain.

## Culture locale et patrimoine

### Lieux et monuments

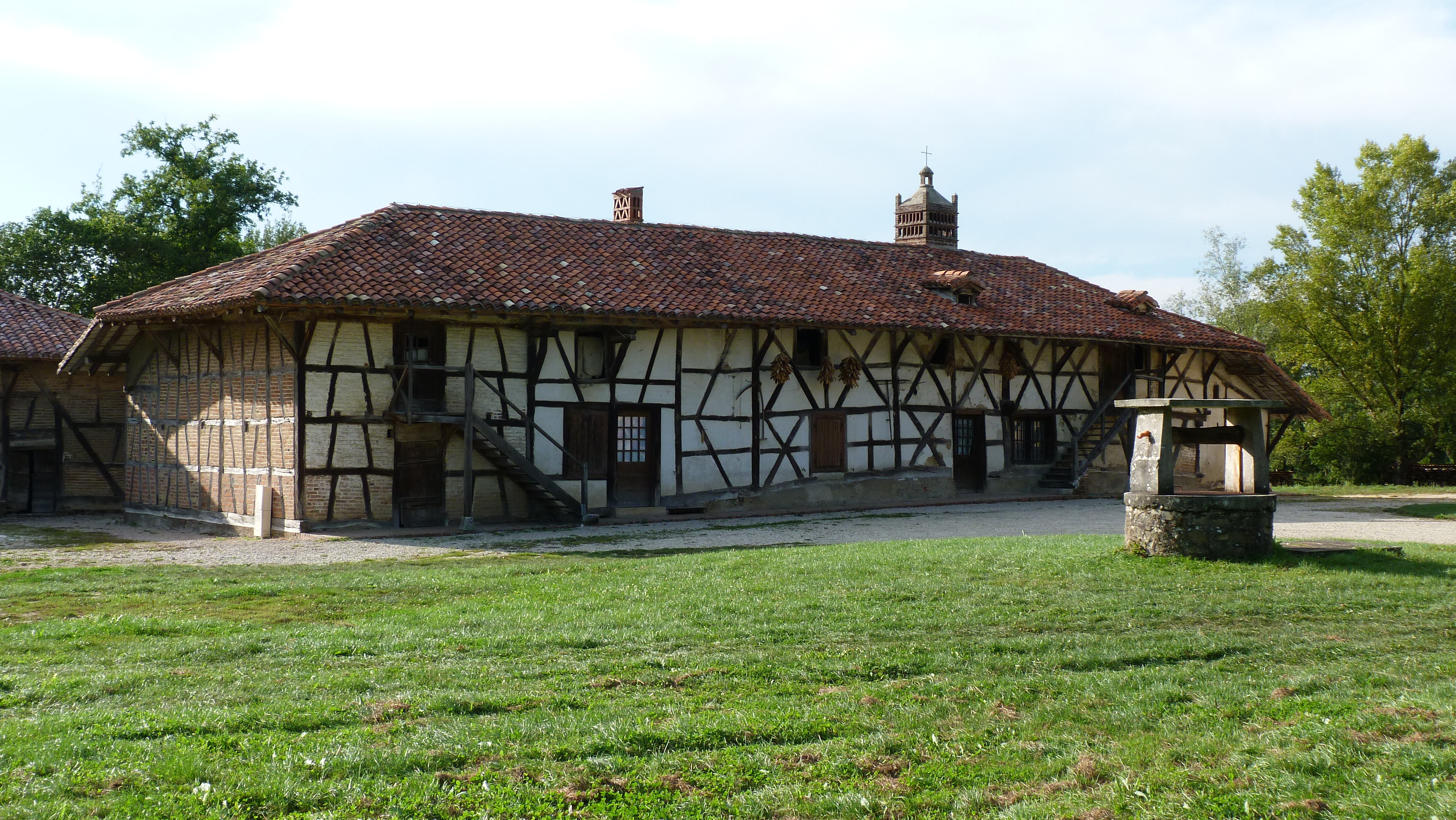
Ferme de Sougey.

Parmi les monuments de Montrevel, deux sont inscrits ou classés au titre des monuments historiques. Le premier qui obtint cette distinction fut la ferme du Sougey qui est classée partiellement depuis le 13 février 1946. Les éléments protégés sont la cheminée sarrasine et sa souche. L'autre monument est le manoir de la Charme qui est inscrit depuis le 18 février 1987.

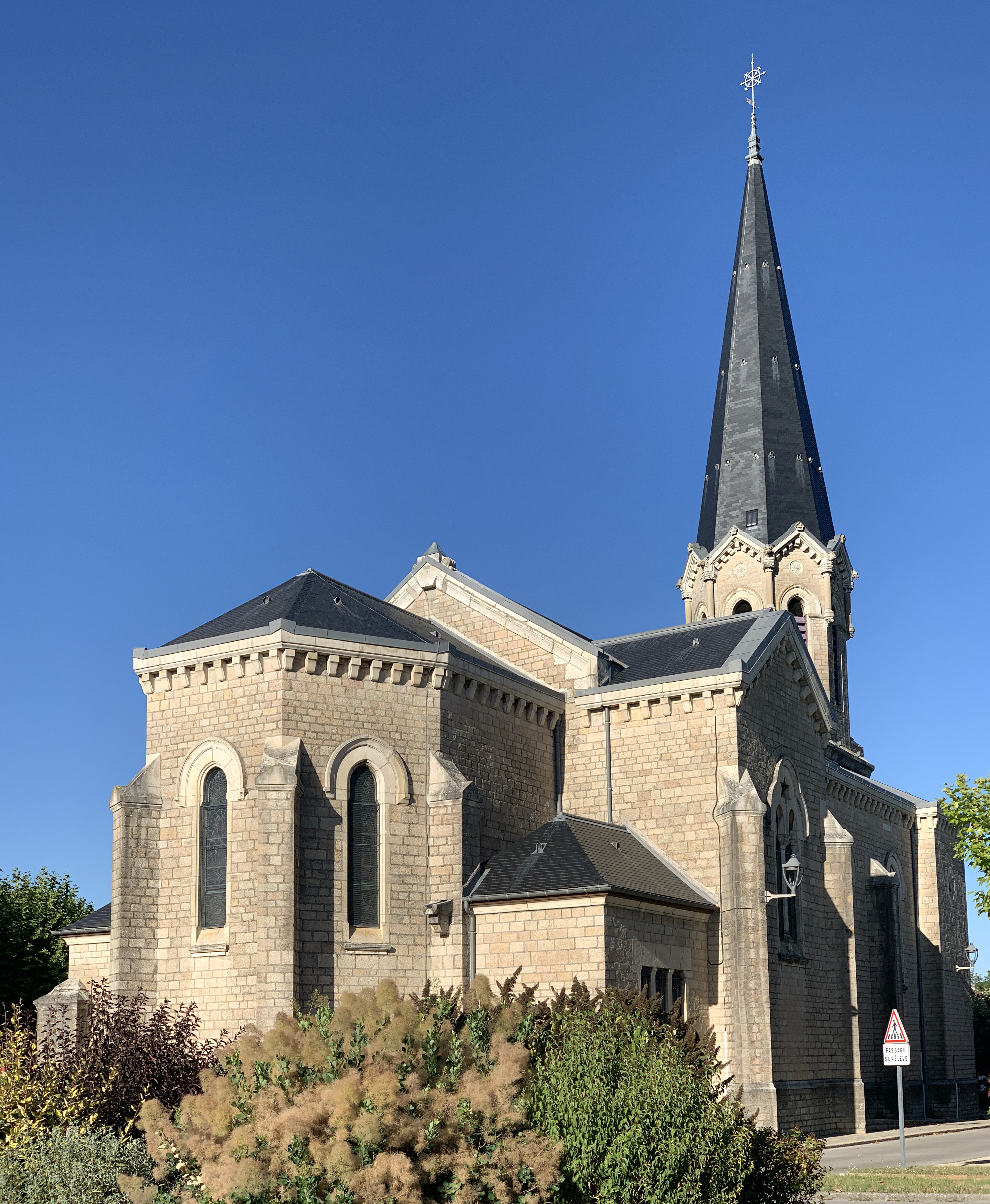
Église Saint-Barthélemy.

Au bourg du village, l'église Saint-Barthélemy datant du XIXe siècle est au centre d'une grande place. Au sud de la commune, on trouve le sanctuaire de Cuet où se situe l'église Saint-Oyen ainsi que le musée océanien et de Saint-Pierre-Chanel. De plus, dans le parc du sanctuaire sont installées quatorze pierres représentant le chemin de croix.
En plus des monuments religieux, des monuments commémoratifs sont aussi installés. En premier lieu, le monument aux morts sur la place Charles de Gaulle honore les soldats de la commune tombés au combat durant les grands conflits du XXe siècle. Le long de la route départementale 28 en direction d'Étrez, un monument a été érigé en 1994 pour commémorer le cinquantenaire de la libération de Montrevel et de Malafretaz le 3 septembre 1944 par les Américains.

### Personnalités liées à la commune

#### Personnalités nées dans la commune
- Famille de La Baume de Montrevel, dont :
  - Pierre de La Baume (1477-1544), cardinal, ancien archevêque de Besançon et évêque de Genève.
- Charles Antoine Didier (1752-1816), député de l'Ain et ancien maréchal des logis dans le régiment de Conti.
- Pierre Chanel (1803-1841), prêtre, premier martyr de l'Océanie. Le musée océanien et de Saint-Pierre-Chanel, situé dans son hameau natal de Cuet, lui est consacré.
- Paul Bozonet (1892-1935), ancien maire et député de l'Ain.

#### Autres personnalités
- Florent-Alexandre-Melchior de La Baume (1736-1794), quatorzième et dernier comte de Montrevel.

### Héraldique
| Blason de Montrevel-en-Bresse | Blason  | D'or à la bande vivrée d'azur. |
| Blason de Montrevel-en-Bresse | Détails |                                |

### Gastronomie
Les spécialités culinaires de Montrevel sont celles de la région bressane, c'est-à-dire la volaille de Bresse, les gaudes, la galette bressane, les gaufres bressanes, la fondue bressane. La commune se situe dans l'aire géographique de l'AOC Crème et beurre de Bresse et de l'AOC Volailles de Bresse.
Outre les Glorieuses de Bresse, le village possède un lien particulier avec les bréchets de poulets. En effet, dans les années 1970, Louis Gourillon, volailler de la commune, cuisina pour la première fois cette partie de la volaille à la manière des grenouilles. Depuis, est organisée annuellement en juillet, la « fête des bréchets ». Cette préparation particulière des bréchets est appelée « les grenouilles du pauvre ». À noter que cette fête est également organisée dans des villages situés à proximité comme à Malafretaz.
Même si on ne dénombre pas de parcelles viticoles, la commune a aussi l'autorisation de produire le vin IGP Coteaux de l'Ain sous les trois couleurs, rouge, blanc et rosé.